# Sydney International 1998
Sydney International 1998 — тенісний турнір, що проходив на відкритих кортах з твердим покриттям NSW Tennis Centre в Сіднеї (Австралія). Належав до International Series у рамках Туру ATP 1998 і 2-ї категорії в рамках Туру WTA 1998. Тривав з 11 до 17 січня 1998 року.

## Фінальна частина

### Одиночний розряд, чоловіки
Кароль Кучера —  Тім Генмен, 7–5, 6–4.
- Для Кучери це був 1-й титул за рік і 3-й — за кар'єру.

### Одиночний розряд, жінки
Аранча Санчес Вікаріо —  Вінус Вільямс, 6–1, 6–3.
- Для Санчес Вікаріо це був 1-й титул за рік і 81-й — за кар'єру.

### Парний розряд, жінки
Тодд Вудбрідж /  Марк Вудфорд —  Якко Елтінг /  Деніел Нестор, 6–3, 7–5.
- Для Вудбріджа це був 1-й титул за рік і 54-й — за кар'єру. Для Вудфорда це був 1-й титул за рік і 57-й — за кар'єру.

 Мартіна Хінгіс /  Гелена Сукова —  Катріна Адамс /  Мередіт Макґрат, 6–1, 6–2.
- Для Хінгіс це був 1-й титул за рік і 27-й — за кар'єру. Для Сукової це був єдиний титул за сезон і 83-й — за кар'єру.